# E3 Saxo Bank Classic 2022
64. ročník jednodenního cyklistického závodu E3 Saxo Bank Classic se konal 25. března 2022 v Belgii. Vítězem se stal Belgičan Wout van Aert z týmu Team Jumbo–Visma. Na druhém a třetím místě se umístili Francouz Christophe Laporte (Team Jumbo–Visma) a Švýcar Stefan Küng (Groupama–FDJ). Závod byl součástí UCI World Tour 2022 na úrovni 1.UWT a byl devátým závodem tohoto seriálu.

## Týmy
Závodu se zúčastnilo všech 18 UCI WorldTeamů a 7 UCI ProTeamů. Alpecin–Fenix a Arkéa–Samsic dostaly automatické pozvánky jako nejlepší UCI ProTeamy sezóny 2021, třetí nejlepší UCI ProTeam sezóny 2021, Team TotalEnergies, pak dostal také automatickou pozvánku. Druhý jmenovaný tým se však odmítl zúčastnit závodu. Dalších 5 UCI ProTeamů bylo vybráno organizátory závodu, Hand in Hand. Každý tým přijel se sedmi závodníky, avšak 3 jezdci (Lawson Craddock, Pascal Ackermann a Mikkel Frølich Honoré) neodstartovali, na start se tak postavilo 172 jezdců. Do cíle v Harelbeke dojelo 111 z nich.
UCI WorldTeamy
- AG2R Citroën Team
- Astana Qazaqstan Team
- Bora–Hansgrohe
- Cofidis
- EF Education–EasyPost
- Groupama–FDJ
- Ineos Grenadiers
- Intermarché–Wanty–Gobert Matériaux
- Israel–Premier Tech
- Lotto–Soudal
- Movistar Team
- Quick-Step–Alpha Vinyl
- Team Bahrain Victorious
- Team BikeExchange–Jayco
- Team DSM
- Team Jumbo–Visma
- Trek–Segafredo
- UAE Team Emirates

UCI ProTeamy
- Alpecin–Fenix
- B&B Hotels–KTM
- Bardiani–CSF–Faizanè
- Bingoal Pauwels Sauces WB
- Sport Vlaanderen–Baloise
- Team TotalEnergies
- Uno-X Pro Cycling Team

## Výsledky
| Pořadí | Jezdec                   | Tým                                | Čas        |
| ------ | ------------------------ | ---------------------------------- | ---------- |
| 1      | Wout van Aert (BEL)      | Team Jumbo–Visma                   | 4h 38' 04" |
| 2      | Christophe Laporte (FRA) | Team Jumbo–Visma                   | + 0"       |
| 3      | Stefan Küng (SUI)        | Groupama–FDJ                       | + 1' 35"   |
| 4      | Matej Mohorič (SLO)      | Team Bahrain Victorious            | + 1' 36"   |
| 5      | Biniam Girmay (ERI)      | Intermarché–Wanty–Gobert Matériaux | + 1' 36"   |
| 6      | Valentin Madouas (FRA)   | Groupama–FDJ                       | + 1' 36"   |
| 7      | Jhonatan Narváez (ECU)   | Ineos Grenadiers                   | + 1' 36"   |
| 8      | Tiesj Benoot (BEL)       | Team Jumbo–Visma                   | + 1' 36"   |
| 9      | Dylan van Baarle (NED)   | Ineos Grenadiers                   | + 1' 36"   |
| 10     | Kasper Asgreen (DEN)     | Quick-Step–Alpha Vinyl             | + 1' 36"   |